# Filip Zhmachenko
Filip Feodosievich Zhmachenko (en ruso: Фили́пп Феодо́сьевич Жмаченко; en ucraniano: Пилип Феодосійович Жмаченко, romanizado: Pylyp Feodosiyovych Zhmachenko; Mogilno, Imperio ruso, 26 de noviembre de 1895 –  Kiev, Unión Soviética, 19 de junio de 1966) fue un líder militar soviético que combatió en las filas del Ejército Rojo durante la Guerra civil rusa y la Segunda Guerra Mundial. En el curso de este último conflicto se distinguió durante la batalla del Cáucaso, la ofensiva del Dniéper-Cárpatos (1943-1944) y por su liderazgo del 40.º Ejército (1943-1947) durante las fases finales de la guerra. Después del final de las hostilidades permaneció en las fuerzas armadas hasta 1960, cuando se retiró del servicio activo. En el momento de su fallecimiento tenía el rango de coronel general

## Biografía

### Infancia y juventud
Philip Zhmachenko nació el 26 de noviembre de 1895, en el seno de una familia de campesinos ucranianos, en la pequeña localidad rural de Mogilno, gobernación de Volinia — en esa época parte del Imperio ruso, actualmente situado en el óblast de Zhitómir, Ucrania—. Después de graduarse en la escuela del pueblo en 1906, trabajó como reparador de ferrocarriles. Durante la Primera Guerra Mundial, fue reclutado en el ejército imperial ruso en mayo de 1915 y alistado como ryadovoy en un batallón de reserva de pontones. En agosto de ese año fue enviado al Frente Sudoeste, donde luchó en el 1.er Batallón de Pontones. En marzo de 1917, después de la Revolución de Febrero, fue elegido miembro del comité del regimiento y en mayo se convirtió en presidente del comité de soldados del batallón. En julio fue arrestado por sus actividades bolcheviques, pero pronto fue liberado a petición de los soldados.
Inmediatamente después del inicio de la Revolución de Octubre, se unió al 1.er Destacamento Socialista de la Guardia Roja en Jotín. Con el destacamento, luchó contra las tropas alemanas y el Ejército Popular de Ucrania. Sirvió en el departamento político de la 17.ª División de Fusileros desde junio de 1918. En noviembre de ese mismo año, se convirtió en presidente del comité revolucionario y vicepresidente de la gobernación de la Checa en la gobernación de Volinia. Desde julio de 1919, estuvo al mando de una compañía en los regimientos 393.º y 5.º Tarashchansky de la 44.ª División de Fusileros del 12.º Ejército del Frente Sudoeste. En noviembre ascendió al mando de un batallón del 418.º Regimiento de Fusileros. Junto con la 44.º División, Zhmachenko luchó contra las Fuerzas Armadas Blancas del Sur de Rusia del general Antón Denikin cerca de Kiev y Chernígov.
En febrero de 1920, fue transferido a la 47.ª División de Fusileros y puesto al mando de un batallón del 422.º Regimiento de Fusileros. Posteriormente, como parte del 58.º Regimiento de Fusileros de la 7.ª División de Fusileros del 14.º Ejército, Zhmachenko luchó en la Guerra Polaco-Soviética. Fue herido de gravedad y capturado pero escapó y, a finales de 1920, regresó a la 7.ª División de Fusileros, donde sirvió como instructor de su departamento político. En este cargo participó en la represión de las fuerzas de Stanisław Bułak-Bałachowicz en la región de Óvruch y en la lucha contra el Ejército Revolucionario Insurreccional de Ucrania de Néstor Majnó.

### Periodo de entreguerras
Después del final de las hostilidades, continuó sirviendo en la 7.ª División de Fusileros en el Distrito Militar de Ucrania como comisario militar de los 56.º y 62.º. regimientos. Después de graduarse de los Cursos de Járkov para Comisarios Militares en 1923, se convirtió en comisario militar del 2.º y 4.º regimientos de la 1.ª División de Caballería de Cosacos. Posteriormente, en agosto de 1924, fue trasladado a la Escuela de Járkov para starshinás, donde se desempeñó como subdirector de la sección política. En noviembre de 1926 se graduó en los cursos avanzados de tiro y táctica para oficiales del Estado Mayor General del Ejército Rojo —conocidos popularmente como cursos Vistrel—, después de graduarse fue nombrado subcomandante del 69.º Regimiento de Fusileros de la 23.ª División de Fusileros.
En noviembre de 1928, ascendió al mando del 239.º Regimiento de Fusileros de la 80.ª División de Fusileros, fue enviado al Lejano Oriente soviético en marzo de 1932 para comandar el 207.º Regimiento de Fusileros de la 69.ª División de Fusileros del Ejército Especial del Lejano Oriente Bandera Roja. Fue ascendido al mando de la 5.ª Brigada Independiente de Fusileros en marzo de 1937 y en julio de ese mismo año tomó el mando de la 92.ª División de Fusileros del ejército. En febrero de 1938 recibió el rango de kombrig, pero en junio fue expulsado del ejército por una denuncia falsa y encarcelado durante la Gran Purga. Permaneció en prisión durante varios meses, hasta que fue liberado y reintegrado al servicio activo en julio de 1939, y en noviembre de ese año fue nombrado jefe del segundo departamento del Estado Mayor del Distrito Militar de Járkov.  En septiembre de 1940, ascendió a jefe del Departamento de Entrenamiento de Combate del distrito y tomó el mando del 67.º Cuerpo de Fusileros en marzo de 1941.

### Segunda Guerra Mundial
En julio de 1941, poco después del inicio de la invasión alemana de la Unión Soviética, el 67.º Cuerpo de Fusileros pasó a formar parte del 21.º Ejército del Frente Central, libró intensas batallas defensivas cerca de las ciudades bielorrusas de Rahachóu y Zhlobin y luego participó en la Batalla de Smolensk. A mediados de julio de 1941, Kuzma Galitsky lo reemplazó como comandante del cuerpo. Desde el 13 de octubre de 1941, fungió como jefe adjunto de la guarnición de Járkov, donde participó en la organización de la defensa de la ciudad y en la evacuación de personas y equipamiento industrial. En noviembre de 1941, se le concedió el rango de mayor general y fue designado para liderar un grupo de tropas en el ala derecha del Frente de Bríansk. En diciembre de 1941, ocupó el puesto de subcomandante del 61.º Ejército, que participó en operaciones ofensivas en las direcciones de Bóljov y Oriol.

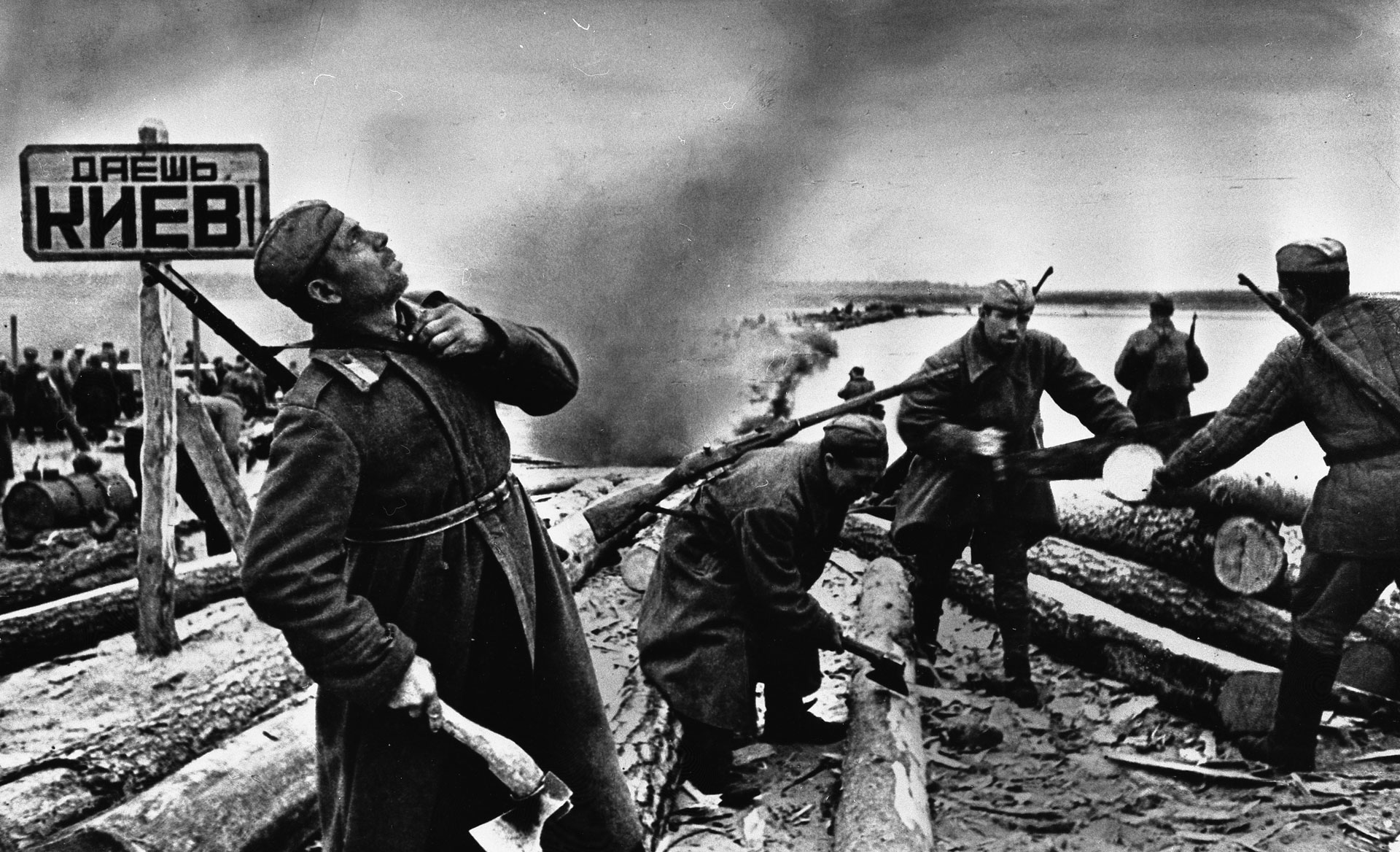
Soldados soviéticos preparándose para cruzar el río Dniéper. La inscripción en el cartel dice «¡Toma Kiev!».

En febrero de 1942 fue asignado al mando del 3.º Ejército, que estaba en la reserva del Cuartel General del Alto Mando Supremo, y en mayo, fue nombrado subcomandante del 40.º Ejército del Frente de Bríansk, con el que participó en la operación defensiva Vorónezh-Voroshilovgrad (véase Operación Fall Blau). La operación terminó en un desastre para las tropas soviéticas, que fueron rodeadas. Por lo que entre junio y julio de 1942, Zhmachenko, asumió el mando de un grupo de tropas soviéticas cercadas (tres divisiones de fusileros y dos brigadas) y organizó una exitosa fuga hasta regresar a las líneas soviéticas en los alrededores de la ciudad de Stari Oskol.
En septiembre de 1943 fue nombrado comandante del 47.º Ejército y en octubre fue ascendido a teniente general. Durante la operación ofensiva estratégica Chernigov-Poltava, las tropas del ejército bajo su mando estuvieron entre las primeras en llegar al Dniéper, el 25 de septiembre lo cruzaron cerca del pueblo de Studenets, en los alrededores de Bukrin y posteriormente mantuvieron la cabeza de puente y la ampliaron significativamente. En octubre de 1943, Zhmachenko recibió el título de Héroe de la Unión Soviética por su valor y desempeño al cruzar el río Dniéper y mantener la cabeza de puente al sur de Kiev.
Desde octubre de 1943 hasta el final de la guerra estuvo al mando del 40.º Ejército. Con su ejército, luchó en la batalla de Kiev (1943), ofensiva del Dniéper-Cárpatos (1943-1944), Segunda Ofensiva de Jassy-Kishinev (1944), ofensiva de Bucarest-Arad (1944), batalla de Debrecen (1944), sitio de Budapest (1944-1945), ofensiva de Bratislava-Brno (1945), batalla de Praga (1945), y en la captura de Rumanía, Hungría y Checoslovaquia.

### Posguerra
Después de la guerra, continuó al mando del 40.º Ejército que se encontraba desplegado en el Distrito Militar de Odesa hasta 1947. Ese mismo año se graduó en los Cursos Académicos Superiores de la Academia Militar Superior del Ejército Rojo y, ese mismo año, fue nombrado subcomandante del Grupo Central de las Fuerzas soviéticas en Austria. Desde 1951, fue subcomandante del Distrito Militar de Bielorrusia y, en noviembre de 1953, del Distrito Militar de los Cárpatos. Entre 1955 y 1960 fue presidente del Comité Central de la asociación paramilitar DOSAAF (Sociedad Voluntaria de Ayuda al Ejército, Fuerza Aérea y Marina) de la RSS de Ucrania.
Se retiró del servicio activo en 1960, fijó su residencia en Kiev donde murió el 19 de junio de 1966 y fue enterrado en el cementerio de Baikove. Una calle de la ciudad lleva su nombre.
Además de su carrera militar también fue diputado de la II Convocatoria del Sóviet Supremo de la Unión Soviética (1946-1950).

## Promociones
- Coronel (1936)
- Kombrig (17 de febrero de 1938)

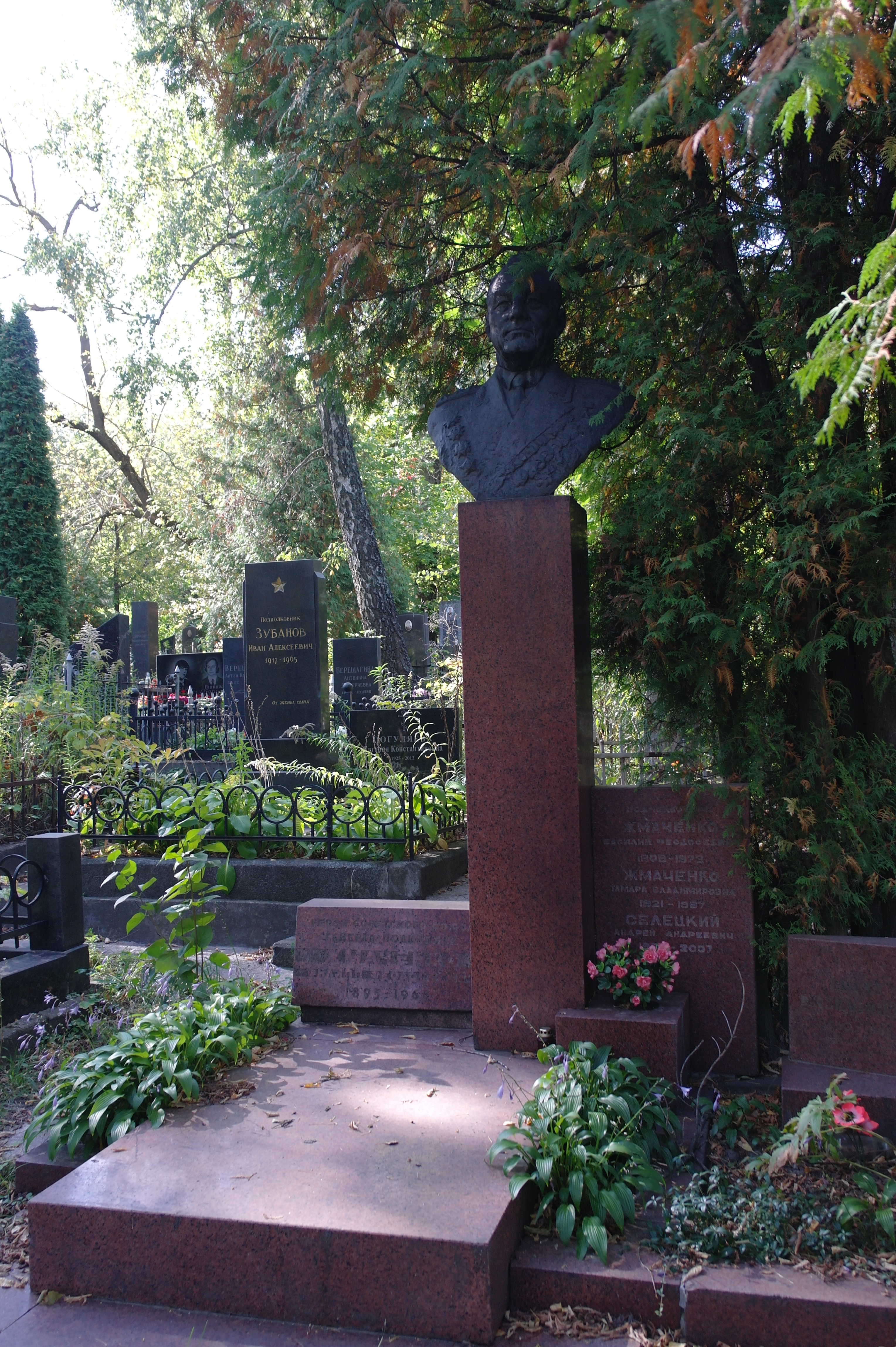
Sepultura del general Philip Zhmachenko en el cementerio de Baikove en Kiev

- Mayor general (9 de noviembre de 1941)
- Teniente general (20 de octubre de 1943)
- Coronel general (29 de mayo de 1945).[3]

## Condecoraciones
A lo largo de su carrera militar fue galardonado con las siguientes condecoraciones
Unión Soviética
|  | Héroe de la Unión Soviética (N.º 1853; 25 de octubre de 1943)                                                                     |
|  | Orden de Lenin, dos veces (25 de octubre de 1943 y 21 de febrero de 1945)                                                         |
|  | Orden de la Bandera Roja, cuatro veces (22 de febrero de 1938, 28 de abril de 1943, 3 de noviembre de 1944 y 24 de junio de 1948) |
|  | Orden de Suvórov de 1.er grado (17 de mayo de 1944)                                                                               |
|  | Orden de Kutúzov de 1.er grado (28 de abril de 1945)                                                                              |
|  | Orden de Bohdán Jmelnitski de 1.er grado, dos veces (10 de enero de 1944 y 13 de septiembre de 1944)                              |
|  | Orden de la Estrella Roja (6 de diciembre de 1965)                                                                                |
|  | Orden de la Insignia de Honor (16 de agosto de 1936)                                                                              |
|  | Medalla Conmemorativa del 20.º Aniversario de la Victoria en la Gran Guerra Patria de 1941-1945                                   |
|  | Medalla por la Conquista de Budapest                                                                                              |
|  | Medalla por la Liberación de Praga                                                                                                |
|  | Medalla por la Victoria sobre Alemania en la Gran Guerra Patria 1941-1945                                                         |
|  | Medalla Conmemorativa del 20.º Aniversario de la Victoria en la Gran Guerra Patria de 1941-1945                                   |
|  | Medalla del 30.º Aniversario de las Fuerzas Armadas de la URSS                                                                    |
|  | Medalla del 40.º Aniversario de las Fuerzas Armadas de la URSS                                                                    |

Otros países
|  | Comandante de la Legión al Mérito (Estados Unidos, 1945) |
|  | Orden del León Blanco (Checoslovaquía)                   |
|  | Orden al Mérito de la República Popular Húngara          |